# Anoteropsis flavescens
Anoteropsis flavescens là một loài nhện trong họ Lycosidae.
Loài này thuộc chi Anoteropsis. Anoteropsis flavescens được Ludwig Carl Christian Koch miêu tả năm 1878.